# John Polich
John Polich (né le 8 juillet 1916 à Hibbing aux États-Unis – mort le 27 mai 2001 à Alhambra aux États-Unis également) est un joueur professionnel américain de hockey sur glace qui évoluait au poste d'ailier droit.

## Biographie
Né le 8 juillet 1916 à Hibbing, dans le Minnesota, John Polich signe son premier contrat professionnel le 13 octobre 1939, à titre d'agent libre, avec les Rangers de New York de la Ligue nationale de hockey. Il ne joue qu'un match avec ces derniers et passe toute la saison avec le club école des Rangers, les Ramblers de Philadelphie qui évoluent dans l'International American Hockey League (qui devient l'année suivante la Ligue américaine de hockey). Après une nouvelle saison avec les Ramblers et seulement deux matchs joués avec les Rangers, il est vendu aux Hornets de Pittsburgh en septembre 1941 mais ne désirant pas rejoindre son nouveau club, il prend sa retraite professionnelle un mois plus tard. En 1942, il s'engage avec les Monarchs de Los Angeles avec lesquels il dispute six saisons avant de prendre sa retraite définitive du hockey en 1948.
Il meurt des suites d'un cancer à Alhambra, en Californie, le 27 mai 2001.

## Statistiques
| Saison     | Équipe                   | Ligue      |    | Saison régulière | Saison régulière | Saison régulière | Saison régulière | Saison régulière |   | Séries éliminatoires | Séries éliminatoires | Séries éliminatoires | Séries éliminatoires | Séries éliminatoires |
| Saison     | Équipe                   | Ligue      | PJ | B                | A                | Pts              | Pun              | PJ               | B | A                    | Pts                  | Pun                  |                      |                      |
| 1934-1935  | Hibbing Blue Jackets     | High-MN    |    |                  |                  |                  |                  |                  |   |                      |                      |                      |                      |                      |
| 1935-1936  | Loyola College Lions     | SoCalSr.   |    |                  |                  |                  |                  |                  |   |                      |                      |                      |                      |                      |
| 1936-1937  | Loyola College Lions     | SoCalSr.   |    |                  |                  |                  |                  |                  |   |                      |                      |                      |                      |                      |
| 1937-1938  | Loyola College Lions     | SoCalSr.   |    |                  |                  |                  |                  |                  |   |                      |                      |                      |                      |                      |
| 1939-1940  | Rangers de New York      | LNH        | 1  | 0                | 0                | 0                | 0                |                  |   |                      |                      |                      |                      |                      |
| 1939-1940  | Ramblers de Philadelphie | IAHL       | 53 | 11               | 22               | 33               | 56               |                  |   |                      |                      |                      |                      |                      |
| 1940-1941  | Rangers de New York      | LNH        | 2  | 0                | 1                | 1                | 0                |                  |   |                      |                      |                      |                      |                      |
| 1940-1941  | Ramblers de Philadelphie | LAH        | 50 | 10               | 31               | 41               | 53               |                  |   |                      |                      |                      |                      |                      |
| 1942-1943  | Monarchs de Los Angeles  | SoCalSr.   |    |                  |                  |                  |                  |                  |   |                      |                      |                      |                      |                      |
| 1943-1944  | Monarchs de Los Angeles  | SoCalSr.   |    |                  |                  |                  |                  |                  |   |                      |                      |                      |                      |                      |
| 1944-1945  | Monarchs de Los Angeles  | PCHL       | 18 | 10               | 18               | 28               | 0                |                  |   |                      |                      |                      |                      |                      |
| 1945-1946  | Monarchs de Los Angeles  | PCHL       | 34 | 11               | 14               | 25               | 86               | 7                | 2 | 1                    | 3                    | 14                   |                      |                      |
| 1946-1947  | Monarchs de Los Angeles  | PCHL       | 50 | 25               | 37               | 62               | 37               | 10               | 6 | 5                    | 11                   | 9                    |                      |                      |
| 1947-1948  | Monarchs de Los Angeles  | PCHL       | 53 | 17               | 30               | 47               | 59               | 4                | 3 | 0                    | 3                    | 6                    |                      |                      |
| Totaux LNH | Totaux LNH               | Totaux LNH | 3  | 0                | 1                | 1                | 0                |                  |   |                      |                      |                      |                      |                      |